# 488 (số)
488 (bốn trăm tám mươi tám) là một số tự nhiên ngay sau 487 và ngay trước 489.